# Martakert (ort i Azerbajdzjan)
Martakert (armeniska: Մարտակերտ, ryska: Мардакерт, azerbajdzjanska: Ağdərə) är en ort i Azerbajdzjan.   Den ligger i distriktet Tərtər Rayonu, i den centrala delen av landet, 260 km väster om huvudstaden Baku. Martakert ligger 453 meter över havet och antalet invånare är 10 167.
Terrängen runt Martakert är kuperad västerut, men österut är den platt. Terrängen runt Martakert sluttar brant österut. Närmaste större samhälle är Terter, 17,2 km nordost om Martakert. 
Trakten runt Martakert består till största delen av jordbruksmark. Runt Martakert är det ganska tätbefolkat, med 139 invånare per kvadratkilometer.